# Eleições autárquicas de 2021 em Gondomar
As eleições autárquicas de 2021 serviram para eleger os membros dos órgãos do poder local no concelho de Gondomar.
Marco Martins, autarca em funções de 2013 eleito pelo Partido Socialista, voltou a ser reeleito com resultado ligeiramente superior aos alcançados nas eleições anteriores. Os socialistas conseguiram 46,9% dos votos e 7 vereadores, além de conquistarem todas as juntas do concelho.
A coligação PSD-CDS teve um resultado positivo, praticamente duplicado a votação em relação a 2017, ao passar dos 11% para 21,6% dos votos e passar de 1 para 3 vereadores.
Por fim, a Coligação Democrática Unitária foi a grande perdedora das eleições ao perder votos e a ficar reduzida a um vereador e obtendo pouco mais de 10% dos votos.

## Candidatos
| Lista | Lista                          | Candidato         |
| ----- | ------------------------------ | ----------------- |
|       | Partido Socialista             | Marco Martins     |
|       | Coligação Democrática Unitária | Cristina Coelho   |
|       | PSD-CDS                        | Jorge Ascensão    |
|       | Bloco de Esquerda              | Bruno Maia        |
|       | CHEGA                          | Isabela Mendes    |
|       | Iniciativa Liberal             | Rafael Corte Real |
|       | Pessoas–Animais–Natureza       | Nuno Santos       |

## Resultados Oficiais
Os resultados para os diferentes órgãos do poder local no Concelho de Gondomar foram os seguintes:

### Câmara Municipal
| Partido                 | Partido                        | Votos   | %               | +/-   | Vereadores | +/-     |
| ----------------------- | ------------------------------ | ------- | --------------- | ----- | ---------- | ------- |
|                         | Partido Socialista             | 33 469  | 46,89 / 100,00  | 1,37  | 7 / 11     | 1       |
|                         | PSD-CDS                        | 15 400  | 21,58 / 100,00  | 10,55 | 3 / 11     | 2       |
|                         | Coligação Democrática Unitária | 7 735   | 10,84 / 100,00  | 4,54  | 1 / 11     | 1       |
|                         | Bloco de Esquerda              | 4 130   | 5,79 / 100,00   | 2,23  | 0 / 11     | Estável |
|                         | CHEGA                          | 2 857   | 4,00 / 100,00   | Novo  | 0 / 11     | Novo    |
|                         | Pessoas–Animais–Natureza       | 2 066   | 2,89 / 100,00   | -     | 0 / 11     | -       |
|                         | Iniciativa Liberal             | 1 945   | 2,73 / 100,00   | Novo  | 0 / 11     | Novo    |
| Votos Inválidos         | Votos Inválidos                | 3 773   | 5,29 / 100,00   | 0,68  |            |         |
| Total                   | Total                          | 71 375  | 100,00 / 100,00 |       | 11 / 11    |         |
| Eleitorado/Participação | Eleitorado/Participação        | 146 210 | 48,82 / 100,00  | 7,33  |            |         |

### Assembleia Municipal
| Partido                 | Partido                        | Votos   | %               | +/-  | Deputados | +/-     |
| ----------------------- | ------------------------------ | ------- | --------------- | ---- | --------- | ------- |
|                         | Partido Socialista             | 30 262  | 42,40 / 100,00  | 0,56 | 16 / 33   | 1       |
|                         | PSD-CDS                        | 15 557  | 21,80 / 100,00  | 8,47 | 8 / 33    | 3       |
|                         | Coligação Democrática Unitária | 9 063   | 12,70 / 100,00  | 3,12 | 4 / 33    | 1       |
|                         | Bloco de Esquerda              | 4 627   | 6,48 / 100,00   | 1,01 | 2 / 33    | Estável |
|                         | CHEGA                          | 3 137   | 4,39 / 100,00   | Novo | 1 / 33    | Novo    |
|                         | Pessoas–Animais–Natureza       | 2 533   | 3,55 / 100,00   | -    | 1 / 33    | -       |
|                         | Iniciativa Liberal             | 2 191   | 3,07 / 100,00   | Novo | 1 / 33    | Novo    |
| Votos Inválidos         | Votos Inválidos                | 4 007   | 5,61 / 100,00   | 0,38 |           |         |
| Total                   | Total                          | 71 377  | 100,00 / 100,00 |      | 33 / 33   |         |
| Eleitorado/Participação | Eleitorado/Participação        | 146 210 | 48,82 / 100,00  | 7,33 |           |         |

### Juntas de Freguesia
| Partido                 | Partido                        | Votos   | %               | +/-   | Presidentes | +/-     | Mandatos  | +/-  |
| ----------------------- | ------------------------------ | ------- | --------------- | ----- | ----------- | ------- | --------- | ---- |
|                         | Partido Socialista             | 30 227  | 42,35 / 100,00  | 1,47  | 7 / 7       | 1       | 52 / 105  | 1    |
|                         | PSD-CDS                        | 15 624  | 21,89 / 100,00  | 5,03  | 0 / 7       | Estável | 26 / 105  | 8    |
|                         | Coligação Democrática Unitária | 10 167  | 14,25 / 100,00  | 1,84  | 0 / 7       | 1       | 13 / 105  | 4    |
|                         | Bloco de Esquerda              | 4 620   | 6,47 / 100,00   | 1,74  | 0 / 7       | Estável | 5 / 105   | 3    |
|                         | CHEGA                          | 3 135   | 4,39 / 100,00   | Novo  | 0 / 7       | Novo    | 3 / 105   | Novo |
|                         | Iniciativa Liberal             | 1 652   | 2,31 / 100,00   | Novo  | 0 / 7       | Novo    | 1 / 105   | Novo |
|                         | Grupo de Cidadãos              | 1 573   | 2,20 / 100,00   | 13,98 | 0 / 7       | Estável | 5 / 105   | 12   |
| Votos Inválidos         | Votos Inválidos                | 4 374   | 6,13 / 100,00   | 0,87  |             |         |           |      |
| Total                   | Total                          | 71 372  | 100,00 / 100,00 |       | 7 / 7       |         | 105 / 105 |      |
| Eleitorado/Participação | Eleitorado/Participação        | 146 210 | 48,81 / 100,00  | 7,33  |             |         |           |      |

## Resultados por Freguesia

### Câmara Municipal
| Freguesia                            | %     | %        | %     | %    | %    | %    | %    | Votantes |
| Freguesia                            | PS    | PSD- CDS | CDU   | BE   | CH   | PAN  | IL   | Votantes |
| ------------------------------------ | ----- | -------- | ----- | ---- | ---- | ---- | ---- | -------- |
| Freguesia                            |       |          |       |      |      |      |      | Votantes |
| Baguim do Monte                      | 52,49 | 20,71    | 6,59  | 5,54 | 4,63 | 2,66 | 2,53 | 6 283    |
| Fânzeres e São Pedro da Cova         | 42,80 | 16,93    | 20,77 | 5,26 | 4,61 | 3,16 | 1,73 | 15 235   |
| Foz do Sousa e Covelo                | 43,17 | 30,60    | 7,26  | 3,68 | 3,61 | 2,44 | 3,01 | 4 353    |
| Gondomar (São Cosme), Valbom e Jovim | 42,10 | 25,01    | 9,48  | 6,91 | 3,75 | 3,32 | 3,46 | 21 023   |
| Lomba                                | 60,38 | 27,30    | 1,26  | 2,26 | 2,64 | 0,88 | 1,38 | 795      |
| Melres e Medas                       | 42,81 | 30,74    | 12,00 | 2,77 | 2,31 | 1,56 | 1,59 | 3 074    |
| Rio Tinto                            | 53,97 | 18,28    | 7,12  | 6,14 | 4,01 | 2,71 | 2,93 | 20 612   |
| Gondomar                             | 46,89 | 21,58    | 10,84 | 5,79 | 4,00 | 2,89 | 2,73 | 71 375   |

#### Baguim do Monte
| Partido                 | Partido                        | Votos  | %               | +/-  |
| ----------------------- | ------------------------------ | ------ | --------------- | ---- |
|                         | Partido Socialista             | 3 298  | 52,49 / 100,00  | 2,65 |
|                         | PSD-CDS                        | 1 301  | 20,71 / 100,00  | 8,62 |
|                         | Coligação Democrática Unitária | 414    | 6,59 / 100,00   | 2,00 |
|                         | Bloco de Esquerda              | 348    | 5,54 / 100,00   | 1,95 |
|                         | CHEGA                          | 291    | 4,63 / 100,00   | Novo |
|                         | Pessoas–Animais–Natureza       | 167    | 2,66 / 100,00   | -    |
|                         | Iniciativa Liberal             | 159    | 2,53 / 100,00   | Novo |
| Votos Inválidos         | Votos Inválidos                | 305    | 4,85 / 100,00   | 0,57 |
| Total                   | Total                          | 6 283  | 100,00 / 100,00 |      |
| Eleitorado/Participação | Eleitorado/Participação        | 12 601 | 49,86 / 100,00  | 6,40 |

#### Fânzeres e São Pedro da Cova
| Partido                 | Partido                        | Votos  | %               | +/-   |
| ----------------------- | ------------------------------ | ------ | --------------- | ----- |
|                         | Partido Socialista             | 6 521  | 42,80 / 100,00  | 10,23 |
|                         | Coligação Democrática Unitária | 3 164  | 20,77 / 100,00  | 11,13 |
|                         | PSD-CDS                        | 2 579  | 16,93 / 100,00  | 8,58  |
|                         | Bloco de Esquerda              | 802    | 5,26 / 100,00   | 2,22  |
|                         | CHEGA                          | 703    | 4,61 / 100,00   | Novo  |
|                         | Pessoas–Animais–Natureza       | 482    | 3,16 / 100,00   | -     |
|                         | Iniciativa Liberal             | 264    | 1,73 / 100,00   | Novo  |
| Votos Inválidos         | Votos Inválidos                | 720    | 4,72 / 100,00   | 0,93  |
| Total                   | Total                          | 15 235 | 100,00 / 100,00 |       |
| Eleitorado/Participação | Eleitorado/Participação        | 33 723 | 45,18 / 100,00  | 8,57  |

#### Foz do Sousa e Covelo
| Partido                 | Partido                        | Votos | %               | +/-   |
| ----------------------- | ------------------------------ | ----- | --------------- | ----- |
|                         | Partido Socialista             | 1 879 | 43,17 / 100,00  | 0,10  |
|                         | PSD-CDS                        | 1 332 | 30,60 / 100,00  | 18,81 |
|                         | Coligação Democrática Unitária | 316   | 7,26 / 100,00   | 7,47  |
|                         | Bloco de Esquerda              | 160   | 3,68 / 100,00   | 0,22  |
|                         | CHEGA                          | 157   | 3,61 / 100,00   | Novo  |
|                         | Iniciativa Liberal             | 131   | 3,01 / 100,00   | Novo  |
|                         | Pessoas–Animais–Natureza       | 106   | 2,44 / 100,00   | -     |
| Votos Inválidos         | Votos Inválidos                | 272   | 6,25 / 100,00   | 1,01  |
| Total                   | Total                          | 4 353 | 100,00 / 100,00 |       |
| Eleitorado/Participação | Eleitorado/Participação        | 6 461 | 67,37 / 100,00  | 0,36  |

#### Gondomar São Cosme, Valbom e Jovim
| Partido                 | Partido                        | Votos  | %               | +/-   |
| ----------------------- | ------------------------------ | ------ | --------------- | ----- |
|                         | Partido Socialista             | 8 850  | 42,10 / 100,00  | 2,08  |
|                         | PSD-CDS                        | 5 258  | 25,01 / 100,00  | 12,74 |
|                         | Coligação Democrática Unitária | 1 994  | 9,48 / 100,00   | 3,48  |
|                         | Bloco de Esquerda              | 1 452  | 6,91 / 100,00   | 3,26  |
|                         | CHEGA                          | 788    | 3,75 / 100,00   | Novo  |
|                         | Iniciativa Liberal             | 727    | 3,46 / 100,00   | Novo  |
|                         | Pessoas–Animais–Natureza       | 697    | 3,32 / 100,00   | -     |
| Votos Inválidos         | Votos Inválidos                | 1 257  | 5,98 / 100,00   | 0,92  |
| Total                   | Total                          | 21 023 | 100,00 / 100,00 |       |
| Eleitorado/Participação | Eleitorado/Participação        | 42 049 | 50,00 / 100,00  | 8,08  |

#### Lomba
| Partido                 | Partido                        | Votos | %               | +/-   |
| ----------------------- | ------------------------------ | ----- | --------------- | ----- |
|                         | Partido Socialista             | 480   | 60,38 / 100,00  | 10,74 |
|                         | PSD-CDS                        | 217   | 27,30 / 100,00  | 16,77 |
|                         | CHEGA                          | 21    | 2,64 / 100,00   | Novo  |
|                         | Bloco de Esquerda              | 18    | 2,26 / 100,00   | 1,61  |
|                         | Iniciativa Liberal             | 11    | 1,38 / 100,00   | Novo  |
|                         | Coligação Democrática Unitária | 10    | 1,26 / 100,00   | 1,56  |
|                         | Pessoas–Animais–Natureza       | 7     | 0,88 / 100,00   | -     |
| Votos Inválidos         | Votos Inválidos                | 31    | 3,90 / 100,00   | 0,44  |
| Total                   | Total                          | 795   | 100,00 / 100,00 |       |
| Eleitorado/Participação | Eleitorado/Participação        | 1 317 | 60,36 / 100,00  | 6,96  |

#### Melres e Medas
| Partido                 | Partido                        | Votos | %               | +/-   |
| ----------------------- | ------------------------------ | ----- | --------------- | ----- |
|                         | Partido Socialista             | 1 316 | 42,81 / 100,00  | 5,48  |
|                         | PSD-CDS                        | 945   | 30,74 / 100,00  | 17,05 |
|                         | Coligação Democrática Unitária | 369   | 12,00 / 100,00  | 3,47  |
|                         | Bloco de Esquerda              | 85    | 2,77 / 100,00   | 0,36  |
|                         | CHEGA                          | 71    | 2,31 / 100,00   | Novo  |
|                         | Iniciativa Liberal             | 49    | 1,59 / 100,00   | Novo  |
|                         | Pessoas–Animais–Natureza       | 48    | 1,56 / 100,00   | -     |
| Votos Inválidos         | Votos Inválidos                | 191   | 6,21 / 100,00   | 1,14  |
| Total                   | Total                          | 3 074 | 100,00 / 100,00 |       |
| Eleitorado/Participação | Eleitorado/Participação        | 4 842 | 63,49 / 100,00  | 8,00  |

#### Rio Tinto
| Partido                 | Partido                        | Votos  | %               | +/-  |
| ----------------------- | ------------------------------ | ------ | --------------- | ---- |
|                         | Partido Socialista             | 11 125 | 53,97 / 100,00  | 6,52 |
|                         | PSD-CDS                        | 3 768  | 18,28 / 100,00  | 7,62 |
|                         | Coligação Democrática Unitária | 1 468  | 7,12 / 100,00   | 0,74 |
|                         | Bloco de Esquerda              | 1 265  | 6,14 / 100,00   | 2,08 |
|                         | CHEGA                          | 826    | 4,01 / 100,00   | Novo |
|                         | Iniciativa Liberal             | 604    | 2,93 / 100,00   | Novo |
|                         | Pessoas–Animais–Natureza       | 559    | 2,71 / 100,00   | -    |
| Votos Inválidos         | Votos Inválidos                | 997    | 4,84 / 100,00   | 0,48 |
| Total                   | Total                          | 20 612 | 100,00 / 100,00 |      |
| Eleitorado/Participação | Eleitorado/Participação        | 45 217 | 45,58 / 100,00  | 6,79 |

### Assembleia Municipal
| Freguesia                            | %     | %        | %     | %    | %    | %    | %    | Votantes |
| Freguesia                            | PS    | PSD- CDS | CDU   | BE   | CH   | PAN  | IL   | Votantes |
| ------------------------------------ | ----- | -------- | ----- | ---- | ---- | ---- | ---- | -------- |
| Freguesia                            |       |          |       |      |      |      |      | Votantes |
| Baguim do Monte                      | 48,19 | 21,69    | 7,38  | 6,05 | 5,41 | 3,23 | 2,69 | 6 284    |
| Fânzeres e São Pedro da Cova         | 37,81 | 16,00    | 25,41 | 5,44 | 4,93 | 3,80 | 1,98 | 15 233   |
| Foz do Sousa e Covelo                | 38,92 | 31,04    | 8,73  | 4,43 | 3,58 | 3,24 | 3,58 | 4 353    |
| Gondomar (São Cosme), Valbom e Jovim | 37,98 | 25,22    | 10,88 | 7,55 | 4,02 | 3,99 | 3,92 | 21 025   |
| Lomba                                | 59,50 | 27,80    | 1,26  | 2,14 | 2,89 | 1,26 | 1,38 | 795      |
| Melres e Medas                       | 41,44 | 30,25    | 13,08 | 2,90 | 2,60 | 1,95 | 1,46 | 3 074    |
| Rio Tinto                            | 48,75 | 19,17    | 8,00  | 7,43 | 4,57 | 3,41 | 3,32 | 20 613   |
| Gondomar                             | 42,40 | 21,80    | 12,70 | 6,48 | 4,39 | 3,55 | 3,07 | 71 377   |

#### Baguim do Monte
| Partido                 | Partido                        | Votos  | %               | +/-  |
| ----------------------- | ------------------------------ | ------ | --------------- | ---- |
|                         | Partido Socialista             | 3 028  | 48,19 / 100,00  | 1,92 |
|                         | PSD-CDS                        | 1 363  | 21,69 / 100,00  | 6,44 |
|                         | Coligação Democrática Unitária | 464    | 7,38 / 100,00   | 2,09 |
|                         | Bloco de Esquerda              | 380    | 6,05 / 100,00   | 0,53 |
|                         | CHEGA                          | 340    | 5,41 / 100,00   | Novo |
|                         | Pessoas–Animais–Natureza       | 203    | 3,23 / 100,00   | -    |
|                         | Iniciativa Liberal             | 169    | 2,69 / 100,00   | Novo |
| Votos Inválidos         | Votos Inválidos                | 337    | 5,37 / 100,00   | 0,79 |
| Total                   | Total                          | 6 284  | 100,00 / 100,00 |      |
| Eleitorado/Participação | Eleitorado/Participação        | 12 601 | 49,87 / 100,00  | 6,43 |

#### Fânzeres e São Pedro da Cova
| Partido                 | Partido                        | Votos  | %               | +/-  |
| ----------------------- | ------------------------------ | ------ | --------------- | ---- |
|                         | Partido Socialista             | 5 760  | 37,81 / 100,00  | 7,17 |
|                         | Coligação Democrática Unitária | 3 870  | 25,41 / 100,00  | 6,39 |
|                         | PSD-CDS                        | 2 437  | 16,00 / 100,00  | 6,52 |
|                         | Bloco de Esquerda              | 829    | 5,44 / 100,00   | 0,92 |
|                         | CHEGA                          | 751    | 4,93 / 100,00   | Novo |
|                         | Pessoas–Animais–Natureza       | 579    | 3,80 / 100,00   | -    |
|                         | Iniciativa Liberal             | 301    | 1,98 / 100,00   | Novo |
| Votos Inválidos         | Votos Inválidos                | 706    | 4,64 / 100,00   | 0,30 |
| Total                   | Total                          | 15 233 | 100,00 / 100,00 |      |
| Eleitorado/Participação | Eleitorado/Participação        | 33 723 | 45,17 / 100,00  | 8,59 |

#### Foz do Sousa e Covelo
| Partido                 | Partido                        | Votos | %               | +/-   |
| ----------------------- | ------------------------------ | ----- | --------------- | ----- |
|                         | Partido Socialista             | 1 694 | 38,92 / 100,00  | 2,42  |
|                         | PSD-CDS                        | 1 351 | 31,04 / 100,00  | 17,84 |
|                         | Coligação Democrática Unitária | 380   | 8,73 / 100,00   | 5,19  |
|                         | Bloco de Esquerda              | 193   | 4,43 / 100,00   | 0,65  |
|                         | CHEGA                          | 156   | 3,58 / 100,00   | Novo  |
|                         | Iniciativa Liberal             | 156   | 3,58 / 100,00   | Novo  |
|                         | Pessoas–Animais–Natureza       | 141   | 3,24 / 100,00   | -     |
| Votos Inválidos         | Votos Inválidos                | 282   | 6,48 / 100,00   | 0,48  |
| Total                   | Total                          | 4 353 | 100,00 / 100,00 |       |
| Eleitorado/Participação | Eleitorado/Participação        | 6 461 | 67,37 / 100,00  | 0,36  |

#### Gondomar São Cosme, Valbom e Jovim
| Partido                 | Partido                        | Votos  | %               | +/-  |
| ----------------------- | ------------------------------ | ------ | --------------- | ---- |
|                         | Partido Socialista             | 7 985  | 37,98 / 100,00  | 2,42 |
|                         | PSD-CDS                        | 5 303  | 25,22 / 100,00  | 9,40 |
|                         | Coligação Democrática Unitária | 2 288  | 10,88 / 100,00  | 2,35 |
|                         | Bloco de Esquerda              | 1 587  | 7,55 / 100,00   | 1,68 |
|                         | CHEGA                          | 846    | 4,02 / 100,00   | Novo |
|                         | Pessoas–Animais–Natureza       | 838    | 3,99 / 100,00   | -    |
|                         | Iniciativa Liberal             | 824    | 3,92 / 100,00   | Novo |
| Votos Inválidos         | Votos Inválidos                | 1 354  | 6,44 / 100,00   | 0,75 |
| Total                   | Total                          | 21 025 | 100,00 / 100,00 |      |
| Eleitorado/Participação | Eleitorado/Participação        | 42 049 | 50,00 / 100,00  | 8,08 |

#### Lomba
| Partido                 | Partido                        | Votos | %               | +/-   |
| ----------------------- | ------------------------------ | ----- | --------------- | ----- |
|                         | Partido Socialista             | 473   | 59,50 / 100,00  | 9,56  |
|                         | PSD-CDS                        | 221   | 27,80 / 100,00  | 15,75 |
|                         | CHEGA                          | 23    | 2,89 / 100,00   | Novo  |
|                         | Bloco de Esquerda              | 17    | 2,14 / 100,00   | 0,40  |
|                         | Iniciativa Liberal             | 11    | 1,38 / 100,00   | Novo  |
|                         | Coligação Democrática Unitária | 10    | 1,26 / 100,00   | 1,45  |
|                         | Pessoas–Animais–Natureza       | 10    | 1,26 / 100,00   | -     |
| Votos Inválidos         | Votos Inválidos                | 30    | 3,77 / 100,00   | 0,79  |
| Total                   | Total                          | 795   | 100,00 / 100,00 |       |
| Eleitorado/Participação | Eleitorado/Participação        | 1 317 | 60,36 / 100,00  | 6,96  |

#### Melres e Medas
| Partido                 | Partido                        | Votos | %               | +/-   |
| ----------------------- | ------------------------------ | ----- | --------------- | ----- |
|                         | Partido Socialista             | 1 274 | 41,44 / 100,00  | 5,26  |
|                         | PSD-CDS                        | 930   | 30,25 / 100,00  | 15,02 |
|                         | Coligação Democrática Unitária | 402   | 13,08 / 100,00  | 2,94  |
|                         | Bloco de Esquerda              | 89    | 2,90 / 100,00   | 1,36  |
|                         | CHEGA                          | 80    | 2,60 / 100,00   | Novo  |
|                         | Pessoas–Animais–Natureza       | 60    | 1,95 / 100,00   | -     |
|                         | Iniciativa Liberal             | 45    | 1,46 / 100,00   | Novo  |
| Votos Inválidos         | Votos Inválidos                | 194   | 6,31 / 100,00   | 0,48  |
| Total                   | Total                          | 3 074 | 100,00 / 100,00 |       |
| Eleitorado/Participação | Eleitorado/Participação        | 4 842 | 63,49 / 100,00  | 7,94  |

#### Rio Tinto
| Partido                 | Partido                        | Votos  | %               | +/-  |
| ----------------------- | ------------------------------ | ------ | --------------- | ---- |
|                         | Partido Socialista             | 10 048 | 48,75 / 100,00  | 6,70 |
|                         | PSD-CDS                        | 3 952  | 19,17 / 100,00  | 6,22 |
|                         | Coligação Democrática Unitária | 1 649  | 8,00 / 100,00   | 0,99 |
|                         | Bloco de Esquerda              | 1 532  | 7,43 / 100,00   | 1,24 |
|                         | CHEGA                          | 941    | 4,57 / 100,00   | Novo |
|                         | Pessoas–Animais–Natureza       | 702    | 3,41 / 100,00   | -    |
|                         | Iniciativa Liberal             | 685    | 3,32 / 100,00   | Novo |
| Votos Inválidos         | Votos Inválidos                | 1 104  | 5,36 / 100,00   | 0,43 |
| Total                   | Total                          | 20 613 | 100,00 / 100,00 |      |
| Eleitorado/Participação | Eleitorado/Participação        | 45 217 | 45,59 / 100,00  | 6,78 |

### Juntas de Freguesia

#### Baguim do Monte
| Partido                 | Partido                        | Votos  | %               | +/-  | Mandatos | +/-     |
| ----------------------- | ------------------------------ | ------ | --------------- | ---- | -------- | ------- |
|                         | Partido Socialista             | 3 079  | 49,01 / 100,00  | 3,14 | 7 / 13   | 1       |
|                         | PSD-CDS                        | 1 566  | 24,92 / 100,00  | 7,94 | 4 / 13   | 2       |
|                         | Coligação Democrática Unitária | 474    | 7,54 / 100,00   | 1,98 | 1 / 13   | Estável |
|                         | Bloco de Esquerda              | 421    | 6,70 / 100,00   | 1,35 | 1 / 13   | 1       |
|                         | CHEGA                          | 351    | 5,59 / 100,00   | Novo | 0 / 13   | Novo    |
| Votos Inválidos         | Votos Inválidos                | 392    | 6,24 / 100,00   | 0,15 |          |         |
| Total                   | Total                          | 6 283  | 100,00 / 100,00 |      | 13 / 13  |         |
| Eleitorado/Participação | Eleitorado/Participação        | 12 601 | 49,86 / 100,00  | 6,43 |          |         |

#### Fânzeres e São Pedro da Cova
| Partido                 | Partido                        | Votos  | %               | +/-  | Mandatos | +/-  |
| ----------------------- | ------------------------------ | ------ | --------------- | ---- | -------- | ---- |
|                         | Partido Socialista             | 5 615  | 36,87 / 100,00  | 7,88 | 8 / 19   | 2    |
|                         | Coligação Democrática Unitária | 4 849  | 31,84 / 100,00  | 3,50 | 6 / 19   | 2    |
|                         | PSD-CDS                        | 2 297  | 15,08 / 100,00  | 5,01 | 3 / 19   | 1    |
|                         | Bloco de Esquerda              | 879    | 5,77 / 100,00   | 1,60 | 1 / 19   | 1    |
|                         | CHEGA                          | 813    | 5,34 / 100,00   | Novo | 1 / 19   | Novo |
| Votos Inválidos         | Votos Inválidos                | 778    | 5,11 / 100,00   | 0,47 |          |      |
| Total                   | Total                          | 15 231 | 100,00 / 100,00 |      | 19 / 19  |      |
| Eleitorado/Participação | Eleitorado/Participação        | 33 723 | 45,17 / 100,00  | 8,58 |          |      |

#### Foz do Sousa e Covelo
| Partido                 | Partido                             | Votos | %               | +/-   | Mandatos | +/-  |
| ----------------------- | ----------------------------------- | ----- | --------------- | ----- | -------- | ---- |
|                         | Partido Socialista                  | 1 140 | 26,19 / 100,00  | 10,92 | 4 / 13   | 2    |
|                         | PSD-CDS                             | 1 005 | 23,09 / 100,00  | 11,12 | 3 / 13   | 2    |
|                         | Movimento Independente Isidro Sousa | 791   | 18,17 / 100,00  | Novo  | 3 / 13   | Novo |
|                         | Contamos com Todos                  | 782   | 17,96 / 100,00  | 11,12 | 2 / 13   | 2    |
|                         | Coligação Democrática Unitária      | 311   | 7,14 / 100,00   | 6,22  | 1 / 13   | 1    |
|                         | CHEGA                               | 95    | 2,18 / 100,00   | Novo  | 0 / 13   | Novo |
| Votos Inválidos         | Votos Inválidos                     | 229   | 5,26 / 100,00   | 0,14  |          |      |
| Total                   | Total                               | 4 353 | 100,00 / 100,00 |       | 13 / 13  |      |
| Eleitorado/Participação | Eleitorado/Participação             | 6 461 | 67,37 / 100,00  | 0,36  |          |      |

#### Gondomar São Cosme, Valbom e Jovim
| Partido                 | Partido                        | Votos  | %               | +/-  | Mandatos | +/-     |
| ----------------------- | ------------------------------ | ------ | --------------- | ---- | -------- | ------- |
|                         | Partido Socialista             | 8 054  | 38,31 / 100,00  | 5,58 | 9 / 21   | 1       |
|                         | PSD-CDS                        | 5 598  | 26,63 / 100,00  | 0,68 | 6 / 21   | Estável |
|                         | Coligação Democrática Unitária | 2 338  | 11,12 / 100,00  | 0,06 | 2 / 21   | Estável |
|                         | Bloco de Esquerda              | 1 726  | 8,21 / 100,00   | 3,41 | 2 / 21   | 1       |
|                         | Iniciativa Liberal             | 897    | 4,27 / 100,00   | Novo | 1 / 21   | Novo    |
|                         | CHEGA                          | 868    | 4,13 / 100,00   | Novo | 1 / 21   | Novo    |
| Votos Inválidos         | Votos Inválidos                | 1 542  | 7,33 / 100,00   | 1,64 |          |         |
| Total                   | Total                          | 21 023 | 100,00 / 100,00 |      | 21 / 21  |         |
| Eleitorado/Participação | Eleitorado/Participação        | 42 049 | 50,00 / 100,00  | 8,08 |          |         |

#### Lomba
| Partido                 | Partido                        | Votos | %               | +/-   | Mandatos | +/-     |
| ----------------------- | ------------------------------ | ----- | --------------- | ----- | -------- | ------- |
|                         | Partido Socialista             | 485   | 61,01 / 100,00  | 12,61 | 6 / 9    | 1       |
|                         | PSD-CDS                        | 235   | 29,56 / 100,00  | 8,28  | 3 / 9    | 1       |
|                         | Coligação Democrática Unitária | 15    | 1,89 / 100,00   | 0,17  | 0 / 9    | Estável |
|                         | CHEGA                          | 15    | 1,89 / 100,00   | Novo  | 0 / 9    | Novo    |
|                         | Bloco de Esquerda              | 14    | 1,76 / 100,00   | -     | 0 / 9    | -       |
| Votos Inválidos         | Votos Inválidos                | 31    | 3,90 / 100,00   | 0,86  |          |         |
| Total                   | Total                          | 795   | 100,00 / 100,00 |       | 9 / 9    |         |
| Eleitorado/Participação | Eleitorado/Participação        | 1 317 | 60,36 / 100,00  | 6,96  |          |         |

#### Melres e Medas
| Partido                 | Partido                        | Votos | %               | +/-   | Mandatos | +/-  |
| ----------------------- | ------------------------------ | ----- | --------------- | ----- | -------- | ---- |
|                         | Partido Socialista             | 1 353 | 44,01 / 100,00  | 11,51 | 5 / 9    | 2    |
|                         | PSD-CDS                        | 958   | 31,16 / 100,00  | 12,90 | 3 / 9    | 1    |
|                         | Coligação Democrática Unitária | 493   | 16,04 / 100,00  | 4,96  | 1 / 9    | 1    |
|                         | CHEGA                          | 75    | 2,44 / 100,00   | Novo  | 0 / 9    | Novo |
| Votos Inválidos         | Votos Inválidos                | 195   | 6,34 / 100,00   | 0,90  |          |      |
| Total                   | Total                          | 3 074 | 100,00 / 100,00 |       | 9 / 9    |      |
| Eleitorado/Participação | Eleitorado/Participação        | 4 842 | 63,49 / 100,00  | 7,98  |          |      |

#### Rio Tinto
| Partido                 | Partido                        | Votos  | %               | +/-  | Mandatos | +/-     |
| ----------------------- | ------------------------------ | ------ | --------------- | ---- | -------- | ------- |
|                         | Partido Socialista             | 10 501 | 50,94 / 100,00  | 6,66 | 13 / 21  | Estável |
|                         | PSD-CDS                        | 3 965  | 19,24 / 100,00  | 6,03 | 4 / 21   | 1       |
|                         | Coligação Democrática Unitária | 1 687  | 8,18 / 100,00   | 0,50 | 2 / 21   | Estável |
|                         | Bloco de Esquerda              | 1 580  | 7,67 / 100,00   | 2,32 | 1 / 21   | Estável |
|                         | CHEGA                          | 918    | 4,45 / 100,00   | Novo | 1 / 21   | Novo    |
|                         | Iniciativa Liberal             | 755    | 3,66 / 100,00   | Novo | 0 / 21   | Novo    |
| Votos Inválidos         | Votos Inválidos                | 1 207  | 5,85 / 100,00   | 0,87 |          |         |
| Total                   | Total                          | 20 613 | 100,00 / 100,00 |      | 21 / 21  |         |
| Eleitorado/Participação | Eleitorado/Participação        | 45 217 | 45,59 / 100,00  | 6,77 |          |         |

| Freguesia                            | 2017-2021 | 2017-2021                      | 2017-2021      | 2021-2025 | 2021-2025          | 2021-2025      |
| ------------------------------------ | --------- | ------------------------------ | -------------- | --------- | ------------------ | -------------- |
| Baguim do Monte                      |           | Partido Socialista             | 45,87 / 100,00 |           | Partido Socialista | 49,01 / 100,00 |
| Fânzeres e São Pedro da Cova         |           | Coligação Democrática Unitária | 35,34 / 100,00 |           | Partido Socialista | 36,87 / 100,00 |
| Foz do Sousa e Covelo                |           | Partido Socialista             | 37,11 / 100,00 |           | Partido Socialista | 26,19 / 100,00 |
| Gondomar (São Cosme), Valbom e Jovim |           | Partido Socialista             | 32,73 / 100,00 |           | Partido Socialista | 38,31 / 100,00 |
| Lomba                                |           | Partido Socialista             | 73,62 / 100,00 |           | Partido Socialista | 61,01 / 100,00 |
| Melres e Medas                       |           | Partido Socialista             | 32,50 / 100,00 |           | Partido Socialista | 44,01 / 100,00 |
| Rio Tinto                            |           | Partido Socialista             | 57,60 / 100,00 |           | Partido Socialista | 50,94 / 100,00 |